# نیو اولم (مینه‌سوتا)
نیو اولم، مینه‌سوتا (به انگلیسی: New Ulm, Minnesota) یک شهر در ایالات متحده آمریکا است که در شهرستان براون واقع شده‌است.

## خصوصیات
نیو اولم ۲۶٫۵۷ کیلومترمربع مساحت و ۱۳٬۵۲۲ نفر جمعیت دارد و ۲۷۴ متر بالاتر از سطح دریا واقع شده‌است.